# Otto Philler
Otto Philler (ur. ?, zm. 6 grudnia 1955 w Gocie) – nauczyciel i historyk w Małomicach, autor kroniki ziemi małomickiej.
W Małomicach znany był przede wszystkim jako wymagający i szanowany pedagog oraz badacz lokalnych dziejów i publicysta. Uwieńczeniem jego historycznej pasji było wydanie w 1929 książki Mallmitz – seine Entwicklung von der slavischen Siedlung zum Industrieort (z niem. Małomice – od słowiańskiego osiedla do miejscowości przemysłowej). W niniejszej pracy opisał dzieje nie tylko Małomic, lecz również okolicznych włości, w tym spacyfikowanej w 1900 wsi Koberbrunn.
W 1944 opuścił Małomice przed zbliżającym się frontem wschodnim.
Zawód nauczycielski wykonywał łącznie przez 49 lat.